# ألبينو سوزا كروز
ألبينو سوزا كروز (بالبرتغالية: Albino Sousa Cruz‏) هو شخصية أعمال برازيلي، ولد في 1869 في سانتو تريسو في البرتغال، وتوفي في 1966.